# Ataque al fuerte de Paramacay
El ataque al fuerte de Paramacay, cuyo nombre clave fue Operación David, fue una acción militar desarrollada en la madrugada del domingo 6 de agosto de 2017 entre las 3:50 a. m. y las 8:00 a. m. en la localidad venezolana de Naguanagua, estado de Carabobo.

## Asalto

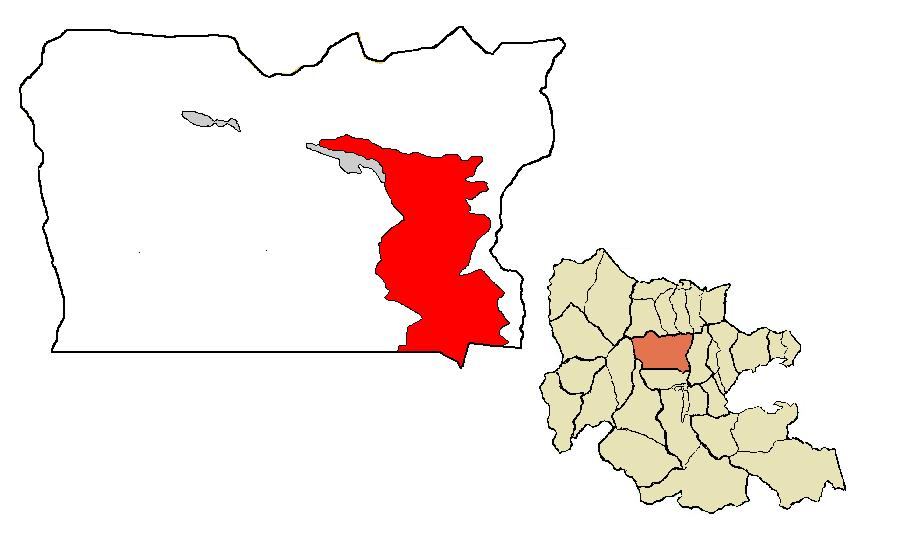
Localización de Naguanagua en el municipio homónimo ubicado en el estado de Carabobo, lugar donde se encuentra ubicado el fuerte.

El primer teniente Jefferson García, plaza de la 4101 Compañía de Comando, es el oficial encargado del parque de armas del Fuerte; el ataque comenzó cuando un grupo de 20 civiles disidentes comandados por el capitán (desertor desde 2014) de la Guardia Nacional Bolivariana (GNB) Juan Caguaripano irrumpieron el fuerte de Paramacay, donde se encontraba la 41 brigada del Ejército Bolivariano, para extraer armamento bélico y usarlo para motivos desconocidos, las tropas leales al gobierno lograron dispersar a los disidentes provocando la huida de diez de ellos (incluido Caguaripano) y dejando como saldo dos muertos, un herido y siete detenidos todos parte del bando disidente según el gobierno. Los atacantes que pudieron escapar lograron llevarse una cantidad considerable de armas y municiones como granadas y balas. El enfrentamiento duró específicamente desde las 3:50 a. m. hasta las 8:00 a. m. aunque momentos después varios civiles salieron a protestar en las calles de la ciudad mostrando su apoyo al ataque militar disidente generando como consecuencia enfrentamientos entre ellos y la GNB.

## Armamento sustraído
Los disidentes que lograron escapar se llevaron consigo: 500 Fusiles AK-103 y 500 cargadores de este tipo de fusil; 50 lanzagranadas múltiples de 40 mm.; 140 granadas de 40 mm.; 80 bayonetas, 60 pistolas. Ese material lo colocaron en un vehículo Toyota con placas militares y lo sacaron del Fuerte Paramacay.

## Captura
Algunos de los miembros y de los líderes del ataque fueron capturados días después. dos de ellos fueron reportados por el gobierno como fallecidos durante las acciones: Yhonny Emisael Martínez Cedeño y Orlando Segundo Landino.
El 15 de enero de 2018 tras un operativo policial-militar en El Junquito, donde murió el disidente Óscar Pérez, fueron muertos algunos involucrados en este hecho, y capturado el dueño de la camioneta donde se sustrajo el material.